# Dinozaury w kulturze

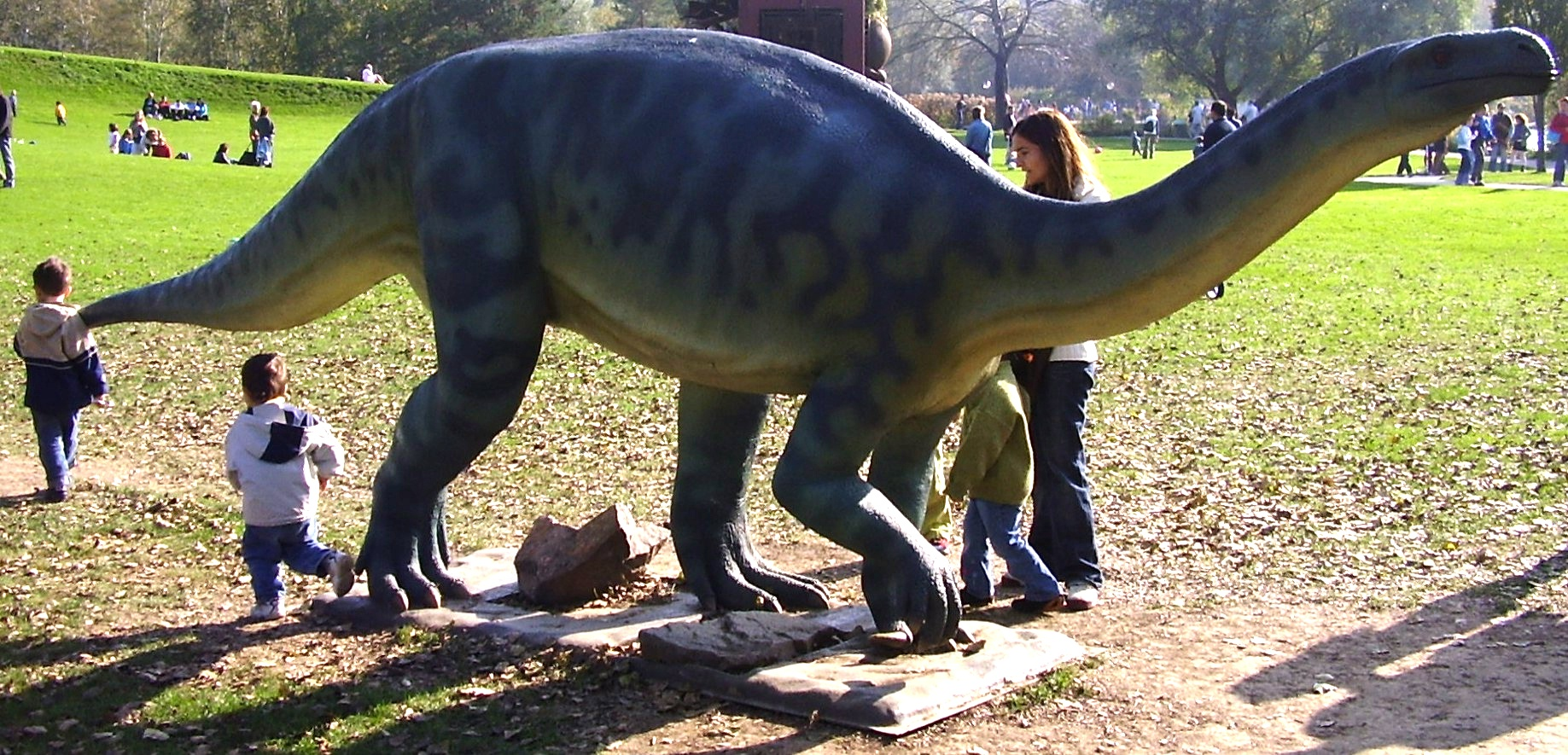
Model plateozaura i ludzie bawiący się w parku, Grün 80, niedaleko Bazylei

Odkąd słowo „dinozaur” zostało ukute w 1842, istniało wiele obrazów dinozaurów w kulturze. Dinozaury przedstawiane w filmach, książkach, telewizji, sztuce i innych mediach służyły rozrywce i edukacji. Przedstawienia obejmują realistyczne, jak w programach dokumentalnych przełomu XX i XXI wieku, i fantastyczne, jak filmy o potworach lat 50. i 60. Ludzie zaczęli interesować się dinozaurami m.in. z powodu wielkich rozmiarów niektórych gatunków.
Przedstawienia dinozaurów w kulturze były ważnym środkiem przedstawiania odkryć naukowych społeczeństwu. Wzrostowi zainteresowania dinozaurami podczas odrodzenia dinozaurów towarzyszyły przedstawienia przez artystów wykorzystujących najnowszą wiedzę o dinozaurach i przedstawiających ruchliwe i opierzone dinozaury, kiedy tylko te idee się pojawiły. Obrazy dinozaurów stworzyły też lub umocniły błędne poglądy na temat dinozaurów i innych prehistorycznych zwierząt, jak nieścisłe ukazywanie „prehistorycznego świata”, gdzie różne wymarłe zwierzęta (od permskiego dimetrodona do mamutów i jaskiniowców) żyły razem, oraz dinozaury toczące ciągłe walki. Inne nieporozumienia wzmocnione przez przedstawienia popkulturowe pochodzą z przestarzałych poglądów naukowych, jak nazywanie „dinozaurami” źle dostosowanych rzeczy lub powolne i głupie dinozaury.

## Dinozaury w kulturze masowej do 1900
Kiedy zostały odkryte pierwsze kości dinozaurów, ludzie myśleli, że mogą to być kości mitycznych zwierząt np. protoceratopsy brano za gryfy. Odkrycie szczątków protoceratopsa spowodowało strach wśród mieszkańców Pustyni Gobi. Miejscowi myśleli właśnie, że to kości umarłego potwora.
Termin „dinozaur” wprowadził Richard Owen w 1842 roku. W 1824 roku odkryto szkielet megalozaura. Myślano, że to kości chimery. Pod koniec XIX wieku rozpoczęła się rywalizacja Edwarda D. Cope’a i Othniela C. Marsha, zwana wojną o kości. Razem odkryli ponad kilkaset nowych gatunków wymarłych zwierząt. Od tej pory dinozaury zostały na zawsze w kulturze. Ten sam Owen urządził bankiet wewnątrz modelu iguanodona.

## Dinozaury w kulturze masowej od 1900 do 1930
Od kiedy powstał film, często pojawiały się w nim dinozaury. Przykładem może być krótki film Gertie the dinosaur, który został wyreżyserowany przez Winsora McCaya w 1912 roku. Opowiada on o diplodoku. Diplodoki bardzo często pojawiały się w filmach. W tym samym roku Arthur Conan Doyle napisał powieść Zaginiony świat, która zyskała wielu fanów na całym świecie. W 1925 roku została po raz pierwszy zekranizowana.

## Dinozaury w kulturze masowej od 1930 do 1970
W czasie II wojny światowej dinozaury tymczasowo zniknęły z kultury. W gazetach nie pojawiały się informacje o nowych, zaskakujących gatunkach dinozaurów, ale pojawiały się informacje o sytuacji na froncie.
Dinozaury powróciły do kultury w czasie zimnej wojny. W niektórych fabułach pojawia się wątek, że kiedy wybuchnie wojna jądrowa, promieniowanie może wskrzesić dawno wymarłe gady. Taki scenariusz miał miejsce w serii filmów o Godzilli.
Lata 1960–1970 to epoka rewolucyjnych odkryć. Spowodowane to były m.in. postępem techniki.

## Dinozaury w kulturze masowej od 1970
W chwili kiedy telewizory były popularne jak radio, tworzono filmy dokumentalne m.in. o dinozaurach. Telewizje National Geographic oraz Discovery Channel tworzą je do dziś. W 1990 roku napisano powieść Park Jurajski, a trzy lata później nakręcono adaptację filmową książki, która doczekała się pięciu kontynuacji.
Dinozaury są też często wykorzystywane w filmach fabularnych, głównie osadzonych w gatunku horroru. Prawdopodobnie już na zawsze pozostaną w kulturze masowej.

## Obraz w społeczeństwie
Dinozaury są zwykle przedstawiane w kulturze popularnej jako groźne bestie. Jest kilka typowych przedstawień dinozaurów: „zaginione światy” na współczesnej ziemi; podróż w czasie do czasów dinozaurów; utwory edukacyjne dla dzieci; historie z prehistorycznego świata (często z jaskiniowcami); i dinozaury szalejące we współczesnym świecie.
Jednym z najbardziej znanych dinozaurów jest tyranozaur, który długo był uważany za największego drapieżnego dinozaura.
Kreacjoniści twierdzą, że opowieści o smokach świadczą o tym, że dinozaury żyły obok ludzi.